# Drymusa serrana
Espèce
Drymusa serrana est une espèce d'araignées aranéomorphes de la famille des Drymusidae.

## Distribution
Cette espèce est endémique d'Argentine. Elle se rencontre dans la province de Buenos Aires dans la Sierra de la Ventana et dans la province de San Luis vers Merlo.

## Description
Le mâle holotype mesure 8,06 mm.
La femelle décrite par Labarque et Ramírez et 2007 mesure 10,76 mm, les mâles mesurent de 6,30 à 9,13 mm et les femelles de 9,70 à 10,76 mm.

## Systématique et taxinomie
Cette espèce a été décrite par Goloboff et Ramírez en 1992.

## Étymologie
Son nom d'espèce lui a été donné en référence au lieu de sa découverte, une Sierra.

## Publication originale
- Goloboff & Ramírez, 1992 : « A new species of Drymusa (Araneae: Scytodidae) from Argentina. » Journal of the New York Entomological Society, vol. 99, p. 691-695.